# Coccomyces fuscus
Coccomyces fuscus är en svampart som beskrevs av Spooner 1990. Coccomyces fuscus ingår i släktet Coccomyces och familjen Rhytismataceae.   Inga underarter finns listade i Catalogue of Life.